# Tayshaun Prince
Tayshaun Durell Prince (ur. 28 lutego 1980 w Compton) – amerykański koszykarz, występujący na pozycji niskiego skrzydłowego.
W 1998 wystąpił w meczu gwiazd amerykańskich szkół średnich - McDonald’s All-American.
Studiował na uniwersytecie Kentucky, gdzie grał w drużynie Kentucky Wildcats. Do NBA trafił w 2002, kiedy to został wybrany w drafcie z 23 numerem w przez Detroit Pistons. W debiutanckim sezonie grał niewiele, jednak począwszy od następnego był już pewnym punktem pierwszej piątki zespołu, który w 2004 został mistrzem NBA. W styczniu 2013 został wymieniony do Memphis Grizzlies.
20 sierpnia 2015 podpisał umowę z klubem Minnesota Timberwolves. 16 sierpnia 2017 został specjalnym asystentem generalnego menadżera drużyny Memphis Grizzlies.

## Osiągnięcia
Na podstawie, o ile nie zaznaczono inaczej.
NCAA
- Uczestnik rozgrywek:
  - Elite Eight turnieju NCAA (1999)
  - Sweet Sixteen turnieju NCAA (1999, 2001, 2002)
- Mistrz:
  - turnieju konferencji Southeastern (1999, 2001)
  - sezonu regularnego SEC (2000, 2001)
- Zawodnik roku konferencji Southeastern (SEC – 2001)[6]
- MVP turnieju SEC (2001)[7]
- Zaliczony do:
  - I składu:
    - SEC (2001, 2002)
    - turnieju SEC (2001)

  - II składu All-American (2001, 2002 – według NABC)
  - III składu All-American (2002 – według AP)

NBA
- Mistrz NBA (2004)
- Wicemistrz NBA (2005)
- 4-krotnie wybierany do II składu defensorów NBA (2005–2008)[8]
- Uczestnik Rising Stars Challenge (2004)

Reprezentacja
- Mistrz olimpijski (2008)[9]
- Mistrz Ameryki (2007)